# Wilia (obwód tarnopolski)
Wilia (ukr. Вілія, Wilija) – wieś na Ukrainie w obwodzie tarnopolskim, w rejonie krzemienieckim.
W okresie II Rzeczypospolitej osadnikiem wojskowym w osadzie Wilja został kapitan Wojska Polskiego Rudolf Leroch-Orlot.